# Lord of the Dance

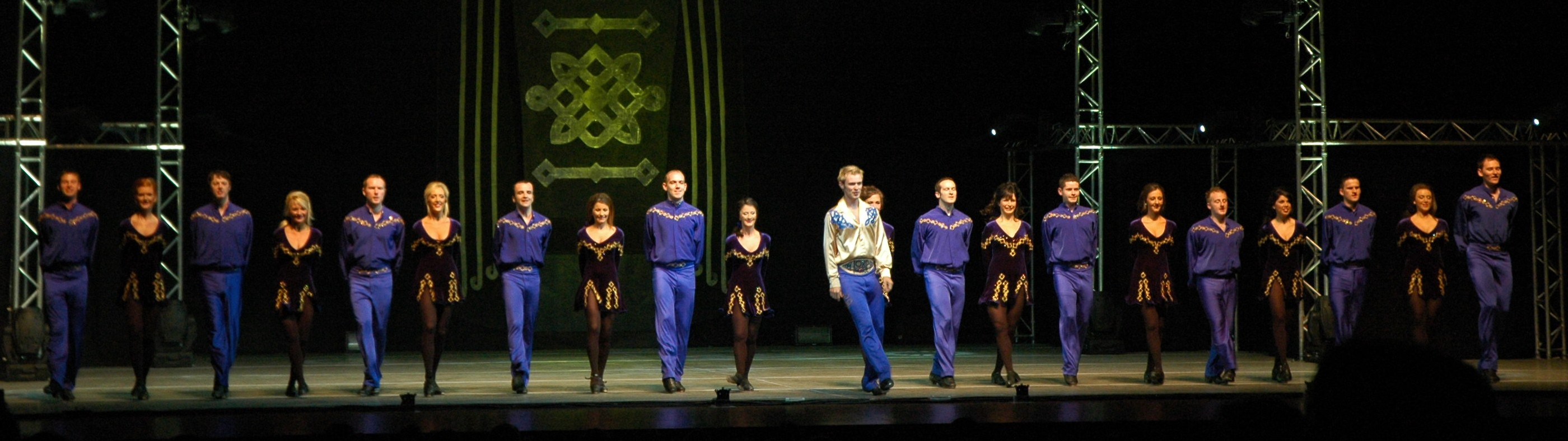
Michael Flatleys Lord of the Dance

Lord of the Dance ist eine Irish-Dance-Show. Sie wurde ursprünglich unter der Regie von Michael Flatley aufgeführt, der auch die Hauptrolle tanzte. Die Show hatte am 28. Juni 1996 im Point Theatre in Dublin Premiere. Die Musik wurde von Ronan Hardiman komponiert.
Lord of the Dance ist die Nacherzählung einer alten irischen Legende vom Kampf der guten Mächte gegen die bösen Mächte. Sie wurde von Michael Flatley in einer irischen Stepptanz-Show wiedergegeben, die bis heute über 50 Millionen Menschen gesehen haben.

## Hauptdarsteller im Video
- The Lord of the Dance – Michael Flatley
- Don Dorcha, the Dark Lord – Daire Nolan
- Saoirse, the Irish Colleen – Bernadette Mary Flynn
- Morrighan, the Temptress – Gillian Norris
- The Little Spirit – Helen Egan
- Erin, the Goddess – Anne Buckley
- Fiddlers: Máiréad Nesbitt and Cora Smyth

### 1. Akt
1. Cry Of The Celts
2. Erin The Goddess
3. Celtic Dream
4. The Warriors
5. Gypsy
6. Strings Of Fire
7. Breakout
8. Warlords
9. The Lord Of The Dance

### 2. Akt
1. Dangerous Game
2. Hell’s Kitchen
3. Fiery Nights
4. The Lament
5. Siamsa
6. She Moves Through The Fair
7. Stolen Kiss
8. Nightmare
9. The Duel
10. Victory
11. Planet Ireland